# The Gun Club
The Gun Club var ett amerikanskt rockband från Los Angeles. Gruppen bildades 1980 av Jeffrey Lee Pierce och Kid Congo Powers och hette från början Creeping Ritual, innan de via ett antal namnbyten fastnade för The Gun Club. Deras musikstil blandade bland annat punk och blues.
Kid Congo Powers hoppade av innan de hann ge ut några skivor och vid albumdebuten med Fire of Love 1981 bestod gruppen förutom Jeffrey Lee Pierce, som sjöng och spelade gitarr, av Ward Dotson (gitarr), Rob Ritter (bas) och Terry Graham (trummor). Banduppsättningen varierade sedan kraftigt genom åren, bland annat kom Kid Congo Powers tillbaka för en tid i mitten av 80-talet, men alltid med Pierce som frontgestalt. Gruppen upplöstes slutligen 1996 då Pierce dog av en hjärnblödning.

## Medlemmar
- Jeffrey Lee Pierce – sång, gitarr (1980–1985, 1986–1996)
- Kid Congo Powers – gitarr (1980, 1983–1985, 1986–1992, 1995–1996)
- Don Snowden – basgitarr (1980)
- Brad Dunning – trummor (1980)
- Ward Dotson – gitarr (1980–1982)
- Rob Ritter – basgitarr (1980–1982)
- Terry Graham – trummor (1980–1982, 1983–1984)
- Patricia Morrison - basgitarr (1982-1984)
- Jim Duckworth – gitarr (1983)
- Spencer P. Jones – gitarr (1983)
- Dee Pop – trummor (1983)
- Billy Pommer, Jr. – trummor (1983)
- Desperate (Desi) – trummor (1984, 1991)
- Romi Mori – basgitarr, gitarr (1986–1994)
- Nick Sanderson – trummor (1986–1990, 1993–1994)
- Simon Fish – trummor (1992, 1994)
- Rainer Lingk – gitarr (1993)
- Robert Marche – gitarr (1993–1994)
- Efe – basgitarr (1994)
- Mike Martt – gitarr (1995)
- Brock Avery – basgitarr (1995)
- Randy Bradbury – trummor (1995)
- Liz Montague – basgitarr (1995)

## Diskografi
Studioalbum
- 1981 – Fire of Love
- 1982 – Miami
- 1984 – The Las Vegas Story
- 1987 – Mother Juno
- 1990 – Pastoral Hide and Seek
- 1991 – Divinity
- 1994 – Lucky Jim

Livealbum
- 1984 – Sex Beat '81
- 1984 – The Birth, the Death, the Ghost
- 1985 – Love Supreme
- 1985 – Danse Kalinda Boom: Live in Pandora's Box
- 1992 – Ahmed's Wild Dream (Live In Europe)
- 2008 – Larger Than Live!
- 2014 – Moonlight Motel

EP
- 1983 – Death Party
- 2003 – Kim Kong EP (K.I.M. / The Gun Club)

Singlar
- 1981 – "Sex Beat" / "Ghost on the Highway"
- 1982 – "Fire of Love" / "Walking With the Beast"
- 1988 – "Breaking Hands" / "Crabdance" / "Nobody's City"
- 1990 – "The Great Divide"
- 1991 – "Pastoral Hide & Seek" / "Black Hole" / "Emily's Changed [Live]"
- 1993 – "Cry to Me" / "Give Up the Sun [Live]"
- 2004 – "Walkin' With the Beast" / "Secret Fires"

Samlingsalbum
- 1984 – Two Sides of the Beast
- 1987 – Death Party
- 1992 – In Exile
- 1993 – Les génies du Rock n°030: Death Party
- 1997 – Pastoral Hide & Seek / Divinity
- 1997 – Early Warning
- 2008 – The Life and Times of Jeffrey Lee Pierce and The Gun Club